# Prefektura Galii
Prefektura Galii (łac. praefectura praetorio Galliarum) – jedna z czterech wielkich jednostek podziału terytorialnego w późnym okresie istnienia cesarstwa rzymskiego.
Prefekturę ustanowiono po śmierci Konstantyna Wielkiego w 337 roku. Prefektura obejmowała, oprócz samej Galii, Germanię, Brytanię, Hiszpanię i Mauretanię.

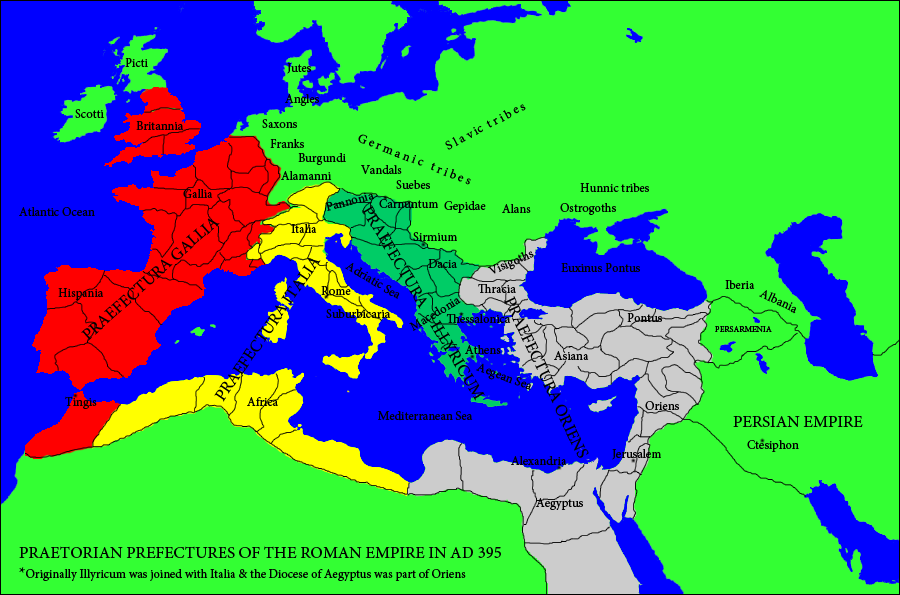
Prefektura Galii (395 AD)

Po podziale imperium w 395 znalazła się w granicach Zachodu.
Do 407 stolicą było miasto Augusta Treverorum (obecnie Trewir), następnie przeniesiona do Arelate (obecnie Arles).
Prefektura istniała do 477 roku, rok dłużej niż władza cesarska w Rawennie, wówczas władzę nad Galią przejęli Wizygoci. W 510 ostrogocki władca Teodoryk Wielki odtworzył prefekturę na małym fragmencie południowej Galii (Prowansja), którą wraz z Arles, podbił. W 536 jej terytorium zostało zdobyte przez Franków i ostatecznie prefektura została zlikwidowana.
Od 377 prefektura dzieliła się na diecezje:
- Brytanii (Dioecesis Britanniae)
- Galii (Dioecesis Galliarum)
- Septem Provinciae (Dioecesis Viennensis)
- Hiszpanii (Dioecesis Hispaniae)

## Lista znanych prefektów Galii
- Ambrosius (340)
- Aconius Catullinus (341)
- Fabius Titianus (342–350)
- Vulcacius Rufinus (353-354)
- Gaius Ceionius Rufius Volusianus (354–355)
- Honoratus (355–357)
- Flavius Florentius (ok. 357–360)
- Nebridius (360–361)
- Decimius Germaniacus (361)
- Sallustius (?–363–?)
- Flavius Claudius Antonius (376–377)
- Ausonius (377–378, współprefekt od 376)
- Hesperius (378–380)
- Flavius Manlius Theodorus (382–383)
- Evodius (ok. 384–386)
- Constantius (389)
- Flavius Vincentius (396–401)
- Andromachus (ok. 401)
- Claudius Posthumus Dardanus (ok. 402)
- Romulianus (404–405)
- Petronius (402–408) – przeniesienie stolicy prefektury do Arelate w 407
- Limenius (408)
- Apollinaris (408)
- Decimus Rusticus (409–411)
- Claudius Posthumus Dardanus (412–413)
- Vicentius (413)
- Iulius (ok. 414)
- Agricola (416–418)
- Exsuperantius (421–424)
- Amatus (ok. 425)
- Flavius Aetius (426–ok. 427)
- Auxiliaris (435-437)
- Avitus (ok. 439)
- Florentius (439)
- Albinus (440)
- Marcellus (ok. 441–445)
- Tonantius Ferreolus (450/451–453)
- Priscus Valerianus (?–456)
- Paeonius (456–458)
- Magnus (459–460)
- Arvandus (464–469)
- Magnus Felix (ok. 470)
- Entropius (ok. 471)
- Polemius (475–477)

- Petrus Marcellinus Felix Liberius (510–536) - prefekt w czasach wizygockich